# Finansloven for finansåret 2022
Finansloven for finansåret 2022 er Danmarks kommende finanslov for 2022. Regeringens første forslag til loven blev offentliggjort 30. august 2021, hvor Finansminister Nicolai Wammen holdt pressemøde i Finansministeriet. Regeringen vil med finansloven "lette foden fra den økonomiske speeder" ved at føre en stram finanspolitik modsat den finanspolitik, der blev ført i Coronatiden.
Finansloven blev vedtaget 22. december, hvor 94 stemte for (S, V, DF, SF, RV, EL, KF, ALT og IA), mens 6 stemte imod (NB, LA og FG).

## Finanslovsudspillet
Finanslovsudspillet fra regeringen var et udspil med en noget strammere økonomisk politik end for finansloven året før. Regeringen havde fastlagt en forhandlingsreserve på 1,2 milliarder kroner, hvilket var det laveste beløb siden 2015. Enhedslistens Rune Lund udtalte i den forbindelse, at det beløb var alt for småt og at planen var uambitiøs. På områderne velfærd og "Balance mellem land og by" var der til gengæld afsat henholdsvis 2,6 milliarder kroner (fordelt på 1,4 milliarder kroner til kommunerne og 1,2 milliarder kroner til regionerne) og 430 millioner kroner (samt cirka 510 millioner kroner i 2023 og ca. 545 millioner kroner årligt i 2024 og 2025). Pengene til land og by skal blandt andet finansiere regeringens "Tættere på"-udspil fra foråret 2021. Forud for finanslovsforslaget havde regeringens faste støttepartier da også ønsket flere penge til velfærd samt den grønne omstilling.

## Forhandlinger
Finanslovsforslaget blev førstebehandlet i Folketinget 9. september 2021, hvorefter det blev henvist til Finansudvalget. Ved førstebehandlingen var det finansordfører fra Socialdemokratiet Christian Rabjerg Madsen, der indledte debatten. Finanslovsforslaget blev flere gange i debatten kaldt kedeligt og hertil var der fokus på, at der ikke var afsat midler til et udrejsecenter.
Da folketingsåret 2021/2022 åbnede, blev forslaget på ny fremsat d. 5. oktober 2021 og dernæst atter førstebehandlet i forbindelse med åbningsdebatten d. 7. oktober. Traditionen tro ønskede ingen ordet i behandlingen, og det blev sendt direkte i Finansudvalget. Anden behandlingen af lovforslaget fandt sted 11. november, hvorved ingen ønskede ordet. Herefter blev forslaget sendt i fornyet udvalgsbehandling. 